# Allison Smith
Allison Smith (nascida em 9 de dezembro de 1969) é uma atriz e cantora americana mais conhecida por seu trabalho na televisão como Mallory O'Brien no drama da NBC ganhador do Emmy Award The West Wing e estrelado na Broadway no papel-título de Annie em a produção original da Broadway de Annie. E também atuou como Jennie Lowell na década de 1980 na série ganhadora do premio Emmy Award-winning sitcom Kate & Allie. Em 1996, ela apareceu no filme Lying Eyes. E em 2005 participou da série House MD.

## Ligações Externas
- «Sítio oficial»
- Allison Smith. no IMDb.